# カマシ・ワシントン
カマシ・ワシントン（Kamasi Washington、1981年2月18日 - ）は、アメリカ合衆国のジャズ・サックス奏者。

## 経歴
カリフォルニア州ロサンゼルス郡イングルウッドにて育つ。父親は同じくテナーサックス奏者のリッキー・ワシントン、母親もフルート奏者という音楽一家で育ち、幼少期より楽器の演奏を始めた。アレクサンダー・ハミルトン高校の音楽科を卒業後、カリフォルニア大学ロサンゼルス校の音楽民族学部門へと進学。同校にてケニー・バレル、ビリー・ヒギンズ、ジェラルド・ウィルソンといった歴代のジャズ・プレイヤー達と共演する。
2004年に、バンドでの初アルバムとなる『ヤング・ジャズ・ジャイアンツ (Young Jazz Giants)』をキャメロン・グレイヴス (ピアノ)、ステファン・ブルーナー (ベース)、ロナルド・ブルーナー・Jr (ドラム)らと共にリリース。その後もジャンルを超えて様々なアーティストとの共演を行っており、主な共演者としてはウェイン・ショーター、ハービー・ハンコック、ホレス・タプスコット、ジェラルド・ウィルソン、ローリン・ヒル、ナズ、スヌープ・ドッグ、ジョージ・デューク、チャカ・カーン、フライング・ロータス、サンダーキャット、フランシスコ・アグアベージャ、パン・アフリカン・ピープルズ・オーケストラ、ラファエル・サディーク、ケンドリック・ラマーなどが挙げられる。現代のLAのジャズシーンを牽引する存在である。
2015年に自身のソロ・アルバム『ザ・エピック』をブレインフィーダーよりリリースした。同年10月、ブルーノート東京にて来日公演を行っている。

## 影響
影響を受けた音楽はジョン・コルトレーン『トランジション』、イーゴリ・ストラヴィンスキー『Stravinsky Conducts Stravinsky(詩篇交響曲)』、アート・ブレイキー『Like Someone in Love』、アリ・アクバル・カーン『Legacy』、スヌープ・ドッグ『ドギースタイル』、ブランドン・コールマン『Resistance』、フェラ・クティ『Expensive Shit』、ジェラルド・ウィルソン・オーケストラ『The Golden Sword』、ビリー・ホリデイ『Lady Sings the Blues』、レディオヘッド『キッド A』、バスタ・ライムス『ウェン・ディザスター・ストライクス…』、ケニー・ギャレット『ソングブック』、ジェームス・ブラウン『ブラック・シーザー』、マーヴィン・ゲイ『ホワッツ・ゴーイン・オン』、ファラオ・サンダース『カルマ』、エリック・ドルフィー『アウト・トゥ・ランチ』など。
アフリカの言語、芸術、文化に深く関心を持っており、自身の名前も父親が滞在していたことがあるガーナの都市クマシにちなみ名づけられたものだとしている。
印象派の絵画が好きで、特にクロード・モネの『ルーアン大聖堂：朝の効果』からインスピレーションを得ている。
武術映画のファンであり、自らも太極拳を学んでいる。アルバム『ヘヴン・アンド・アース』ではブルース・リーの映画『ドラゴン怒りの鉄拳』のテーマ曲をアレンジし演奏している。
ビデオゲームとアニメを愛好しており、『ストリートファイター』、『獣兵衛忍風帖』などの作品から創作のインスピレーションを得ている。

## 『ザ・エピック』セッション
CD3枚組の『ザ・エピック』は2011年12月にロサンゼルス　シルバーレイクのKingsize Soundlabsにてバンド演奏のレコーディングが開始された。約1か月のバンド録音には『ザ・エピック』の録音の他、Brandon Coleman、Miles Mosley、Ryan Porterのソロ作品も合わせて録音され、最終的に192曲が録音されるセッションとなった。その後、バンド録音に追加される形で2012年半ばにストリングとコーラスが録音され、2014年3月に録音が終了している。（発売は2015年3月）

## ディスコグラフィ

### リーダー・アルバム
- Young Jazz Giants (2004年、Birdman)
- Live at 5th Street Dick's (2005年、自主制作)
- 『ザ・プロクラメイション』 - The Proclamation (2007年、自主制作)
- 『ライト・オブ・ザ・ワールド』 - Light of the World (2008年、自主制作)
- 『ザ・エピック』 - The Epic (2015年、Brainfeeder)[9][10]
- 『ヘヴン・アンド・アース』 - Heaven and Earth (2018年、Young)[11]
- Fearless Movement (2024年、Young)

### EP
- 『ハーモニー・オブ・ディファレンス』 - Harmony of Difference (2017年、Young)[12]
- The Choice (2018年、Young)
- 『ビカミング』 - Becoming – Music from the Netflix Original Documentary (2020年、Young)
- Dinner Party (2020年、Sounds of Crenshaw/Empire)

### スロットル・エレベーター・ミュージック
- Throttle Elevator Music (2012年、Wide Hive)
- Area J (2014年、Wide Hive)
- 『ジャグド・ロックス・フィーチャリング・カマシ・ワシントン』 - Jagged Rocks (2015年、Wide Hive)
- 『スロットル・エレベーター・ミュージック・フォー・フィーチャリング・カマシ・ワシントン』 - Throttle Elevator Music IV (2016年、Wide Hive)
- 『レトロリスペクティブ・フィーチャリング・カマシ・ワシントン』 - Retrorespective (2017年、Wide Hive)
- Emergency Exit (2020年、Wide Hive)
- Final Floor (2021年、Wide Hive)

### 参加アルバム
ジェラルド・ウィルソン・オーケストラ
- In My Time (2005年、Mack Avenue)
- Monterey Moods (2007年、Mack Avenue)
- Detroit (2009年、Mack Avenue)
- Legacy (2011年、Mack Avenue)

その他
- ライアン・アダムス : 『ゴールド』 - Gold (2001年、Lost Highway)
- トワイライト・シンガーズ : 『ブラックベリー・ベル』 - Blackberry Belle (2003年、One Little Indian)
- サンダーキャット : 『ザ・ゴールデン・エイジ・オブ・アポカリプス』 - The Golden Age of Apocalypse (2011年、Brainfeeder) ※「Is It Love?」に参加
- フィル・ラネリン : Perseverance (2011年、Wide Hive)
- ジョージ・デューク : 『ドリームウィーヴァー』 - DreamWeaver (2013年、Heads Up)
- ハーヴィー・メイソン : 『カメレオン』 - Chameleon (2014年、Concord) ※「Black Frost」に参加
- スタンリー・クラーク : 『アップ』 - Up (2014年、Mack Avenue) ※「I Have Something to Tell You Tonight」に参加
- フライング・ロータス : 『ユーアー・デッド!』 - You're Dead! (2014年、Warp)
- ケンドリック・ラマー : 『トゥ・ピンプ・ア・バタフライ』 - To Pimp a Butterfly (2015年、Aftermath/Interscope)
- サンダーキャット : The Beyond / Where the Giants Roam (2015年、Brainfeeder) ※EP
- ラン・ザ・ジュエルズ : 『ラン・ザ・ジュエルズ 3』 - Run the Jewels 3 (2016年、Mass Appeal/RED) ※「Thursday in the Danger Room」に参加
- サンダーキャット : 『ドランク』 - Drunk (2017年、Brainfeeder)
- ケンドリック・ラマー : 『ダム』 - Damn (2017年、Top Dawg/Aftermath/Interscope)
- イベイー : 『アッシュ』 - Ash (2017年、XL) ※「Deathless」に参加
- セイント・ヴィンセント : 『マスセダクション』 - Masseduction (2017年、Loma Vista) ※「Pills」に参加
- Lazarus (Adult Swim Original Series Soundtrack) (2025年)[13][14]

## 来日公演
- 2015年10月30日,31日,11月1日 ＠ ブルーノート東京

来日メンバー： Kamasi Washington(sax),Patrice Quinn(vo),Ryan Porter(tb),Brandon Coleman(key),Miles Mosley(b),Tony Austin(ds),Ronald Bruner Jr.(ds)
- 2016年7月24日 ＠ フジロックフェスティバル

来日メンバー： Kamasi Washinton（Sax）,Patrice Quinn(vo),Brandon Coleman（Key）,Rickey Washington（Flute, Soprano Saxophone）,Miles Mosley（Upright Bass）,Tony Austin（Dr）,Ronald Bruner Jr.（Dr）,Igmar Thomas(Trumpet),Jamael Dean(Piano)
- 2016年12月5日 ＠ ビルボードライブ大阪、 12月6日,7日,8日 ＠ ビルボードライブ東京

来日メンバー： Kamasi Washinton（Sax）,Patrice Pitman Quinn（Vo）,Brandon Coleman（Key）,Ryan Porter（Tb）,Rickey Washington（Flute, Soprano Saxophone）,Miles Mosley（Upright Bass）,Tony Austin（Dr）,Ronald Bruner Jr.（Dr）
- 2018年8月18日 ＠ サマーソニック2018東京(Beach Stage)、 8月19日,20日 ＠ ビルボードライブ東京　、8月21日 ＠ Bigcat(大阪)

来日メンバー： Kamasi Washinton（Sax）,Patrice Pitman Quinn（Vo）,Miles Mosley（Upright Bass）,Tony Austin（Dr）,Ronald Bruner Jr.（Dr）,Rickey Washington（Flute, Soprano Saxophone）,Ruslan Sirota（Piano）,Ryan Porter（Tb）